# Gare de Murayama
La gare de Murayama (村山駅, Murayama-eki) est une gare ferroviaire de la ville de Murayama, dans la préfecture de Yamagata au Japon. La gare est exploitée par la compagnie JR East.

## Situation ferroviaire
La gare est située au point kilométrique (PK) 113,5 des lignes Shinkansen Yamagata et Ōu.

## Histoire
La gare a été inaugurée le 23 août 1901 sous le nom de gare de Tateoka (楯岡駅). La gare prend son nom actuel pour l'ouverture du prolongement de la ligne Shinkansen Yamagata le 4 décembre 1999.

## Service des voyageurs

### Accueil
La gare dispose d'un bâtiment voyageurs, avec guichets, ouvert tous les jours.

### Desserte
- Ligne Shinkansen Yamagata :
  - voie 2 : direction Shinjō ou Yamagata, Fukushima et Tokyo
- Ligne principale Ōu (Ligne Yamagata) :
  - voies 1 et 3 : direction Yamagata
  - voies 2 et 3 : direction Shinjō